# Gennaro Patricolo
Gennaro Patricolo (Palermo, 11 settembre 1904 – Roma, 5 marzo 1980) è stato un politico e giornalista italiano.

## Biografia
Laureato in giurisprudenza, giornalista e inviato a Parigi negli anni '30, diresse poi la rivista L'Aviazione Civile.
Il 2 giugno 1946 fu eletto deputato all'Assemblea Costituente nelle file del Fronte dell'Uomo Qualunque e dal 25 luglio 1946 fu tra i 75 componenti della Commissione per la Costituzione, subentrando a Ottavia Penna, per la stesura della costituzione.
Nel novembre 1947 aderisce al gruppo dell'Unione Nazionale.
Fu sindaco di Palermo, eletto dalla destra con 31 voti su 59, dal 27 novembre 1946 all'8 marzo 1948, quando si dimise per candidarsi alla Camera, senza essere eletto. Fu nel 1959 consigliere comunale di Roma per il Partito Monarchico Popolare e negli '60 console d'Italia a Gibilterra e Liverpool.